# Proteostrenia pica
Proteostrenia pica là một loài bướm đêm trong họ Geometridae.